# Alain Roux (chef cuisinier)
Pour les articles homonymes, voir Roux et Alain Roux.
Alain Roux, né le 27 mars 1968, de double nationalité française et anglaise, est chef étoilé Michelin. Il est le fils de Michel Roux Sr et neveu d’Albert Roux, les parrains de la gastronomique moderne en Angleterre.

## Formation
Très tôt, à l’âge de 14 ans, Alain Roux décide de continuer la dynastie culinaire des Roux. Il se forme en France en premier lieu en 1984 à la Pâtisserie Millet puis en 1986 il continue dans de prestigieux restaurants étoilés Michelin : Restaurant Pic de Valence (Drôme), Le Domaine d'Orvault, La Bonne Étape, Château de Montreuil et La Côte Saint-Jacques. Il accomplit son service militaire au palais de l'Élysée,.

## Patron du Waterside inn
En 1992, il revient dans le restaurant familial le Waterside Inn, trois étoiles Michelin, comme sous-chef puis gravit les échelons.
Parallèlement à ses charges de chef, il intègre la société internationales des chefs pâtissiers Relais desserts.
Il devient l'unique chef-patron du renommé restaurant en 2002,.
L'Eurostar fait appel à Alain Roux pour améliorer sa première classe affaire avec de nouveaux menus.
En 2013, Alain Roux fête les 30 ans de ses étoiles Michelin, cas unique au Royaume-Uni.

## Médias

### Émissions culinaires
- 2006 : Celebrity Masterchef[17].
- 2008-2010 : Masterchef - The Professionals[18].
- 2012 : The Roux Legacy[19].
- 2013 : The Roux Scholarship[20].